# Stacey Cunningham

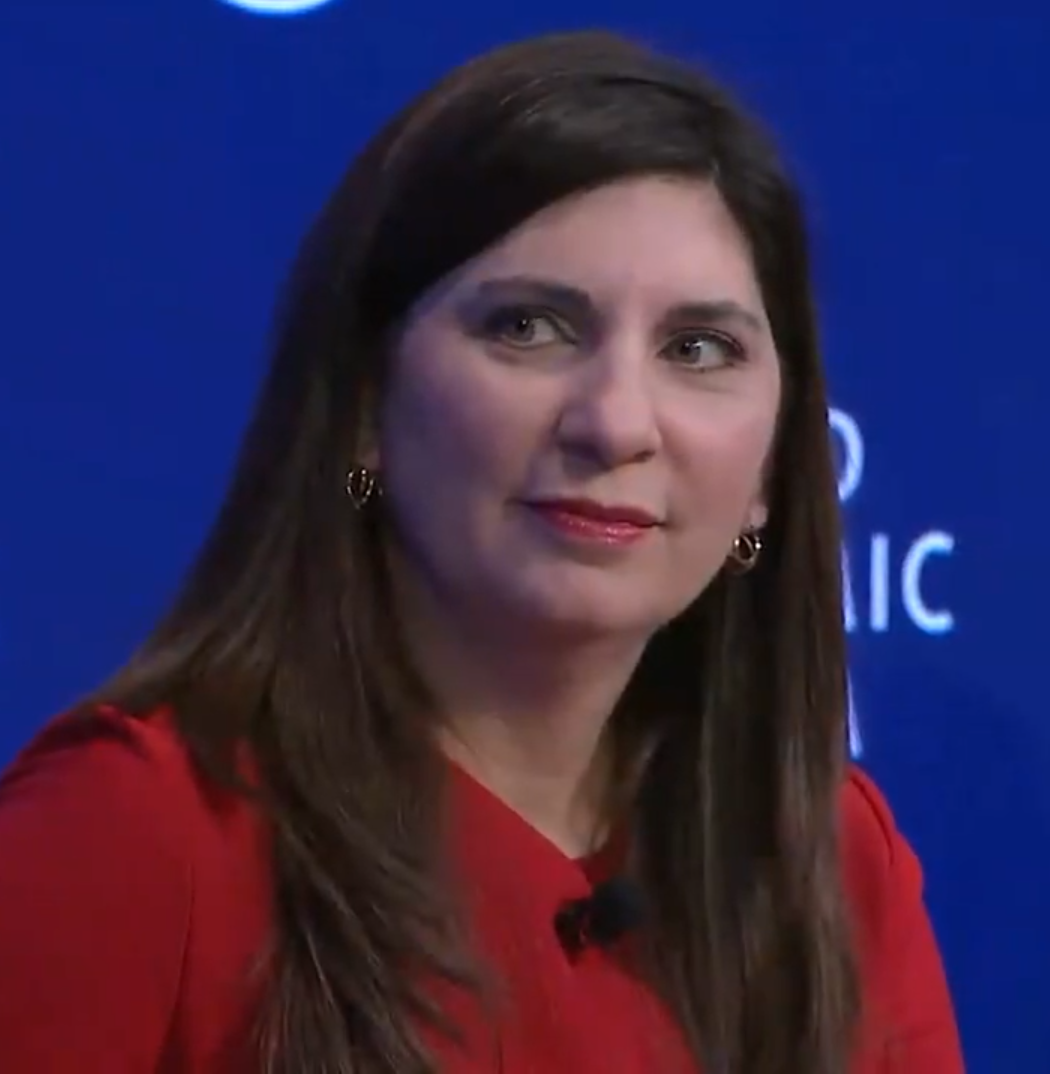
Stacey Cunningham in 2020

Stacey Cunningham (1974) was van 2018 tot begin 2022 voorzitter van de New York Stock Exchange (NYSE). De Amerikaanse was daarmee de eerste vrouw die deze functie alleen bekleedt. In 2002 werd Catherine Kinney CEO, maar zij bekleedde de functie samen met iemand anders.
Cunningham studeerde aanvankelijk bouwkunde op Lehigh-universiteit, maar werd door haar vader als stagiair op de beursvloer geïntroduceerd. In 1996 ging ze aan het werk als beursspecialist voor JJC.  In 2005 besloot ze tot een carriereswitch en volgt ze een opleiding tot kok. Na een aantal jaren volgde haar terugkeer naar Wall Street. Ze ging aanvankelijk aan de slag voor de technologiebeurs NASDAQ, voordat ze in 2012 terugkeert bij NYSE waar ze in 2015 promoveerde tot operationeel directeur (COO).
In juni 2018 volgde ze Tom Farley op als voorzitter van NYSE en werd daarmee de 67ste voorzitter in de geschiedenis van de beurs. Op 3 januari 2022 werd zij opgevolgd door Lynn Martin.